# Berend Hof
Berend Hof was een schaatser uit Gaastmeer die in 1941 Nederlands kampioen op de kortebaan werd.
Berend Hof werd driemaal Fries kampioen kortebaan. In 1939 won hij in Dokkum met een tijd van 32,2 over de 160 meter, net als in Leeuwarden in 1941. In 1946 werd hij in Sneek Fries kampioen met een tijd van 31,8.
In 1941 werd hij in Leeuwarden Nederlands Kampioen kortebaan. Hij won in de finale van Doekele Hielkema. Barend van der Veen werd derde.
| Jaar | Plaats | Kampioenschap |
| ---- | ------ | ------------- |
| 1941 | Goud   | NK Kortebaan  |